# カトリーヌ・フローリ
カトリーヌ・フローリ（Catherine Fleury-Vachon、1966年6月18日 - ）は、フランスの女子柔道家。現役時代は61kg級の選手。

## 人物
1989年の世界選手権で優勝するも1991年の世界選手権では連覇ならず。しかし翌年のバルセロナオリンピックでは接戦をものにして優勝を果たす。1995年の世界選手権でも3位になるが、1996年アトランタオリンピックでは3回戦で恵本裕子に敗れる。
現在はフランス女子チームのコーチを務める。

## 主な戦績
- 1988年 - オーストリア国際　優勝
- 1988年 - 世界学生　優勝
- 1989年 - フランス国際　優勝
- 1989年 - オランダ国際　3位
- 1989年 - ヨーロッパ選手権　優勝
- 1989年 - 世界選手権　優勝
- 1990年 - フランス国際　3位
- 1991年 - フランス国際　優勝
- 1991年 - 世界選手権　3位
- 1992年 - 福岡国際　2位
- 1992年 - フランス国際　3位
- 1992年 - ヨーロッパ選手権　5位
- 1992年 - バルセロナオリンピック　優勝
- 1993年 - フランス国際　3位
- 1993年 - ヨーロッパ選手権　3位
- 1993年 - 世界選手権　5位
- 1995年 - ドイツ国際　2位
- 1995年 - ヨーロッパ選手権　3位
- 1995年 - 世界選手権　3位
- 1995年 - 福岡国際　優勝
- 1996年 - ドイツ国際　3位
- 1996年 - オランダ国際　2位
- 1996年 - ヨーロッパ選手権　2位